# Michele Asen III di Bulgaria
Michele Asen III di Bulgaria (chiamato anche Michele Šišman in bulgaro Михаил III Шишман Асен?; tra il 1280 e il 1292 – Kjustendil, 23 luglio 1330) è stato un sovrano bulgaro che fu zar di Bulgaria dal 1323 al 1330.
L'anno esatto della sua nascita risulta sconosciuto, ma si suole individuarlo tra il 1280 e il 1292. Fu il fondatore dell'ultima dinastia regnante del Secondo impero bulgaro, la dinastia Šišman. Tuttavia, dopo essere stato incoronato, impiegò il nome Asen per rivendicare il suo legame con la dinastia Asen, la prima a governare il Secondo Impero.
Sovrano energico e ambizioso, Michele Šišman condusse una politica estera aggressiva, malgrado opportunistica e non lineare, contro l'Impero bizantino e il Regno di Serbia, che gli costò la vita nella disastrosa battaglia di Velbažd. Fu anche l'ultimo sovrano bulgaro medievale ad aspirare all'egemonia militare e politica dell'Impero bulgaro nei Balcani e l'ultimo a provare ad impadronirsi di Costantinopoli. Gli successe suo figlio Ivan Stefano e successivamente suo nipote Ivan Alessandro, che diede una svolta politica alla Bulgaria suggellando un'alleanza con la Serbia.

## Biografia

### Primi anni e ascesa al trono
Nato tra il 1280 e il 1292, Michele era figlio del despota Šisman di Vidin e di una nobildonna bulgara di cui non si conosce il nome, la quale era figlia del sebastocratore Pietro e sua moglie Anna Teodora Asen. Anna Teodora, a sua volta, era figlia di Ivan Asen II e Irene Comneno Ducas. Per parte paterna, Michele era altresì un lontano parente di due zar di Bulgaria, Teodoro Svetoslav e Giorgio Terter II. Dopo la firma della pace tra suo padre e Stefano Milutin di Serbia nel 1292, fu promesso in sposa alla figlia del re serbo Ana-Neda, con cui celebrò le nozze nel 1298 o 1299.
Dalla metà del XIII secolo, Vidin divenne una regione autonoma, sebbene nominalmente soggetta all'autorità di Tarnovo, e fu nell'ordine governata da Giacobbe Svetoslav (morto nel 1276), Šišman (morto nel 1308-1313) e successivamente da Michele. Šišman e suo figlio ricevettero il titolo di despoti dal cugino Teodoro Svetoslav; una fonte veneziana dell'epoca menziona Michele come «despota di Bulgaria e signore di Vidin». La regione dipendeva in una certa misura dalla protezione serba per liberarsi dal dominio di Teodoro Svetoslav, ma Michele, che non gradiva questa situazione, approfittò della rivalità tra i due avversari per ottenere per sé la massima autonomia. Con la morte del re serbo Stefano Milutin nel 1321 e lo scoppio di una guerra civile in Serbia, la quale annullò la sua influenza a Vidin, Michele Šišman finì dunque per dedicarsi alla politica nella capitale dell'Impero bulgaro, Tarnovo. Agli inizi del 1320 divenne una delle personalità più importanti nella gestione degli affari interni della Bulgaria e, dopo che Giorgio Terter II morì senza aver designato un erede alla fine del 1322, fu acclamato come zar dopo essere stato votato dai principali nobili tra la fine del 1322 e l'inizio dell'estate del 1323. Secondo alcuni storici, la sua nomina venne favorita per via del suo legame parentale con la dinastia Asen, tanto che taluni giudicarono la sua ascesa al trono semplicemente come un ritorno al potere di quella discendenza, piuttosto che intravedere in Michele il capostipite di una nuova stirpe. In quel frangente, suo fratello Belaur gli succedette come despota di Vidin. La dinastia Šišman amministrò la Bulgaria fino a quando essa non passò in mano all'Impero ottomano.

### Relazioni con l'Impero bizantino

#### Guerra contro Bisanzio

La Bulgaria durante il regno di Michele Šišman. Gli spostamenti degli eserciti bulgaro (rosso), serbo (verde) e bizantino (blu) prima della battaglia di Velbažd

La morte improvvisa di Giorgio Terter venne seguita da un breve periodo di confusione e incertezza che approfittò dell'imperatore bizantino Andronico III Paleologo, il quale invase la regione nord-orientale della Tracia nel 1323 e conquistò diverse città importanti, tra cui Jambol, Rusokastro, Anchialo, Sozopol e Agatopol. Gli abitanti della porzione di territorio situata tra Sliven e Mesembria, prevalentemente di etnia greca, si schierarono al fianco di Costantinopoli. La minaccia rappresentata dai romei aveva favorito Michele, considerando che gran parte della nobiltà aveva perso terre a favore dei bizantini o temeva di doverle cedere. Vari aristocratici ritennero infatti che il neoeletto zar bulgaro rappresentasse il candidato più valido per opporsi ai bizantini. Allo stesso tempo il pretendente al trono sostenuto dai romei, Voisil, fratello del vecchio zar bulgaro Smilec, conquistò Kran e si assicurò il controllo delle valli situate tra i rilievi dei Balcani e Sredna Gora, più precisamente da Sliven a Kopsis. Michele, appena intronizzato, marciò a sud per affrontare i bizantini mentre Andronico III stava assediando Filippopoli con un altro esercito. La città era difesa da una guarnigione bulgara guidata da Ivan detto il Russo, un comandante militare di origine orientale, e l'assedio si rivelò un fallimento, nonostante i bizantini avessero impiegato una massiccia torre d'assedio a cinque piani spostata da cento soldati. Mentre l'esercito di Costantinopoli era occupato a Filippopoli, Michele guidò le sue truppe nella Tracia nord-orientale e riconquistò rapidamente la città perdute, costringendo gli aggressori a ritirarsi.
Sebbene Michele costrinse Andronico III a ritirarsi, i bizantini riuscirono a espugnare Filippopoli mentre i bulgari stavano rimpiazzando la guarnigione che era rimasta di presidio e che era ormai esausta. Nonostante la disfatta, Michele fu in grado di estromettere Voisil e riconquistare completamente la Tracia settentrionale e nord-orientale nel 1324. Nel 1324, l'imperatore bulgaro invase il territorio bizantino avanzando fino a Traianopoli e Vira, sul corso inferiore del fiume Marica. Andronico III, in inferiorità numerica, non provò a ingaggiare frontalmente l'esercito bulgaro e riferì tramite i suoi messaggeri a Michele Šišman di volerlo sfidare a duello per risolvere il conflitto. Lo storico Giovanni Cantacuzeno riferisce che lo zar bulgaro rispose così:
Cantacuzeno testimonia inoltre che l'imperatore bizantino si irritò per la risposta e per l'astuzia dimostrata dal bulgaro. Tuttavia Michele, conscio degli screzi tra l'imperatore e suo nonno, Andronico II, lasciò intendere che avrebbe potuto aiutarlo in futuro in caso di guerra e tornò in Bulgaria promettendo che presto sarebbero stati avviati dei negoziati bilaterali.

#### Intesa di pace e ingresso nella guerra civile bizantina
Nel corso di un consiglio tenutosi a Costantinopoli che verteva sui rapporti bilaterali con la Bulgaria, si decise di optare per una soluzione pacifica piuttosto che riprendere le ostilità. I colloqui si svolsero tra il 1323 e il 1324 e portarono alla firma di un patto. Michele ripudiò la sua moglie serba Ana-Neda e sposò la bizantina Teodora Paleologa, vedova dell'imperatore Teodoro Svetoslav e sorella di Andronico III. Le ragioni esatte per cui ciò avvenne restano poco chiare. Molti storici ipotizzano che il deterioramento delle relazioni tra Bulgaria e Serbia si verificò per via dell'invasione compiuta da quest'ultima in Macedonia. Il matrimonio tra Michele e Teodora ebbe l'effetto di consolidare la prosecuzione delle trattative di stipula del trattato di pace con Costantinopoli. La necessità di un alleato contro i serbi rese Michele Šišman incline ad effettuare concessioni; si decise di definire il confine secondo la linea Filippopoli-Chernomen-Sozopol. L'accordo fu infine firmato nell'autunno del 1324, e Michele Šišman trascorse i successivi anni senza intraprendere conflitti con i suoi vicini.
Nel 1327 Michele partecipò alla guerra civile bizantina in corso schierandosi al fianco di suo cognato Andronico III, mentre suo nonno e rivale, Andronico II, si assicurò l'appoggio del re di Serbia. Andronico III e Michele si incontrarono a Chernomen (o, secondo Niceforo Gregorio, a Demotika) e suggellarono un'alleanza militare in chiave anti-serba. Andronico III promise alla Bulgaria di assegnare una porzione di territorio che includeva diverse città importanti, oltre a una grossa somma di denaro, se fosse stato sostenuto nella sua lotta finalizzata ad assicurarsi il ruolo di unico imperatore. Grazie a questo rapporto di cooperazione, Andronico III riuscì a conquistare la Macedonia, ma il suo successo fece sì che Michele Šišman, più interessato al prolungamento delle lotte intestine tra i bizantini piuttosto che al trionfo del suo alleato, avviasse colloqui anche con Andronico II, offrendogli supporto militare in cambio di denaro e piccole concessioni territoriali lungo i confini. Lo zar inviò un distaccamento di cavalleria di tremila uomini provenienti da Jambol e al comando di Ivan il Russo a guardia del Gran Palazzo imperiale di Costantinopoli e di Andronico II, ma la sua reale intenzione era quella di catturare il vecchio imperatore e la città. Avvertito dal nipote, Andronico II tenne prudentemente lontani i bulgari dalla capitale e da se stesso. Quando Michele scoprì che i suoi piani erano stati ormai scoperti, inviò una lettera a Ivan chiedendogli di ritirarsi; in quell'occasione fece scrivere la missiva con una penna dalla punta bruciacchiata, un segnale con cui l'imperatore intimava i destinatari a obbedire agli ordini immediatamente. Le truppe si diedero a saccheggi in Tracia prima di ritirarsi. Fu anche Andronico II, attraverso trattative e minacce rivolte a Michele, a contribuire al ritiro delle forze bulgare; una volta che queste ultime partirono, Andronico III poté fare il suo ingresso a Costantinopoli il 24 maggio 1328 e impadronirsi del trono pacificamente.
Dopo che Andronico III trionfò su suo nonno, Michele Šišman cercò di assicurarsi alcuni territori con la forza. A tale scopo invase infatti la Tracia nel giugno 1328 e saccheggiò l'area intorno a Viza, ma si ritirò prima dell'avanzata di Andronico III. Un altro scontro avvenuto alle porte di Adrianopoli sessanta giorni dopo si concluse senza una vera e propria battaglia e con il rinnovo del trattato di pace nell'ottobre 1328. In seguito Michele Šišman fece ritorno alla sua capitale, ma non prima di aver riscosso un ingente tributo. In cambio, i bulgari restituirono la fortezza di Boucoleon, presa durante le fasi iniziali della campagna offensiva. All'inizio del 1329, lo zar bulgaro richiese un incontro personale con la sua controparte romea per negoziare un trattato finale e pianificare delle operazioni militari congiunte da compiere per arginare la crescente potenza della Serbia. Come riportato dalle fonti, in una località nota come Krimni e situata tra Sozopol e Anchialo i due firmarono «una pace duratura e un'alleanza eterna».

### Relazioni con la Serbia

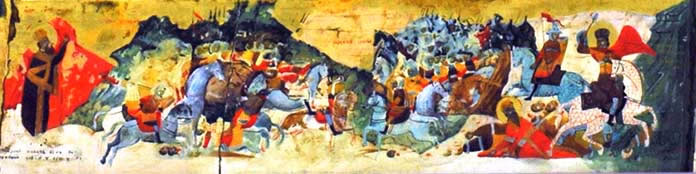
La battaglia di Velbažd, durante la quale Michele perse la vita. Lo scontro coincise con il declino della supremazia bulgara in favore dei serbi nella lotta per il predominio dei Balcani fino alle campagne ottomane, avvenute mezzo secolo dopo. Affresco conservato nel monastero di Visoki Dečani (XVI secolo)

Il divorzio del 1324 e la successiva decisione di fare prigioniera Ana-Neda e suo figlio, fino ad allora erede di Michele, incancrenirono i rapporti tra la Bulgaria e il Regno di Serbia, che erano stati cordiali fin dall'inizio del XIV secolo. Ana-Neda dovette lasciare Tarnovo con i suoi figli e cercò rifugio presso la corte del fratello Stefano Dečanski, il re di Serbia. Tuttavia, Dečanski era in guerra con suo cugino Ladislao di Sirmia e non era nelle condizioni di potersi scontrare con Michele. Lo zar bulgaro si spinse a riconoscere Stefano Ladislao come legittimo re di Serbia, ma il suo sostegno si rivelò insufficiente. Nella primavera del 1324 Dečanski inviò il futuro arcivescovo di Serbia Danilo II a negoziare con lo zar a Tarnovo, ma la sua missione terminò con un nulla di fatto. I due Paesi si trovarono di nuovo su fronti opposti durante la guerra civile bizantina, con i bulgari alleati di Andronico III e i serbi invece al fianco di Andronico II. Sempre in quel contesto, la Macedonia divenne una regione particolarmente contesa. Per proteggere quest'area dalle incursioni serbe, Andronico III rinnovò la sua alleanza con Michele nell'ottobre 1328.
Forte del nuovo accordo stretto con Andronico III, Michele iniziò i preparativi bellici mentre i serbi erano intenti a saccheggiare i dintorni di Ocrida. Quando arrivarono le truppe di Andronico, i serbi si dimostrarono incapaci di tenere le proprie posizioni e arretrarono. Andronico e Michele decisero di scagliere una campagna congiunta contro il loro nemico comune nel 1330. Secondo i cronisti serbi, Michele domandò con arroganza la sottomissione del re serbo, il quale aveva invano chiesto che fossero avviati dei colloqui di pace, e minacciò di «trasferire il suo trono al centro del territorio serbo». Nel 1330, Michele marciò in Serbia alla testa di un esercito di quindicimila uomini, compresi i rinforzi giunti da terre a lui vassalle quali la Valacchia e la Moldavia, nella speranza di incontrare l'esercito di Andronico III che procedeva da sud. All'inizio si diresse a Vidin, dove gli storici hanno ipotizzato che egli sperasse di congiungere le sue forze con quelle di suo fratello Belaur, prima di marciare verso meridione. A causa della scarsa coordinazione con i bizantini, le armate bulgare si imbatterono vicino a Velbažd (Kjustendil) soltanto nei serbi, il cui esercito contava circa quindicimila uomini. Le due fazioni si incontrarono e si decise di concordare una tregua dalla durata di un giorno, poiché entrambe aspettavano dei rinforzi. Confidando sul rispetto dell'accordo, Michele permise al suo esercito di disperdersi per cercare rifornimenti. Tuttavia, la mattina del 28 luglio, arrivarono mille cavalieri almogaveri di rinforzo, guidati dal figlio del re, Stefano Dušan; a quel punto i serbi ruppero l'accordo attaccando i bulgari. Nonostante l'attacco a sorpresa, Michele cercò comunque di richiamare ogni rinforzo possibile esterno, ma non vi era alcuna possibilità che ciò si concretizzasse e così i serbi prevalsero in battaglia. L'esito della lotta definì l'equilibrio di potere nei Balcani durante i decenni successivi e, sebbene la Bulgaria non avesse ceduto del territorio alla Serbia, dovette cedere quanto aveva occupato temporaneamente in Macedonia. La debolezza che i bulgari sperimentarono all'indomani del conflitto consentì all'Orda d'Oro di avanzare fino al Danubio a nord, mentre nel sud dell'Impero bulgaro i bizantini, i quali avevano rotto l'alleanza con lo zar, colsero l'occasione per recuperare terreno. La Serbia dominò i Balcani per il cinquantennio successivo, fino a quando gli ottomani non si assicurarono la regione. Stari Ras riuscì inoltre a costringere la nobiltà bulgara a consentire la liberazione di Ana-Neda, tornata a quel punto nella capitale bulgara, e a imporre il riconoscimento delle pretese al trono del nipote Ivan Stefano. Ben presto, tuttavia, l'aristocrazia bulgara si ribellò contro queste decisioni e favorì l'ascesa al trono del nipote di Michele, Ivan Alessandro, il quale organizzò le nozze di sua sorella con il nuovo re serbo Stefano Dušan. In quel contesto la nobiltà serba si era ribellata contro Stefano Dečanski e lo aveva assassinato. Stretta quest'alleanza, bulgari e serbi aggredirono assieme i bizantini e riconquistarono il territorio meridionale perso dopo la sconfitta di Michele a Velbažd.

### Morte

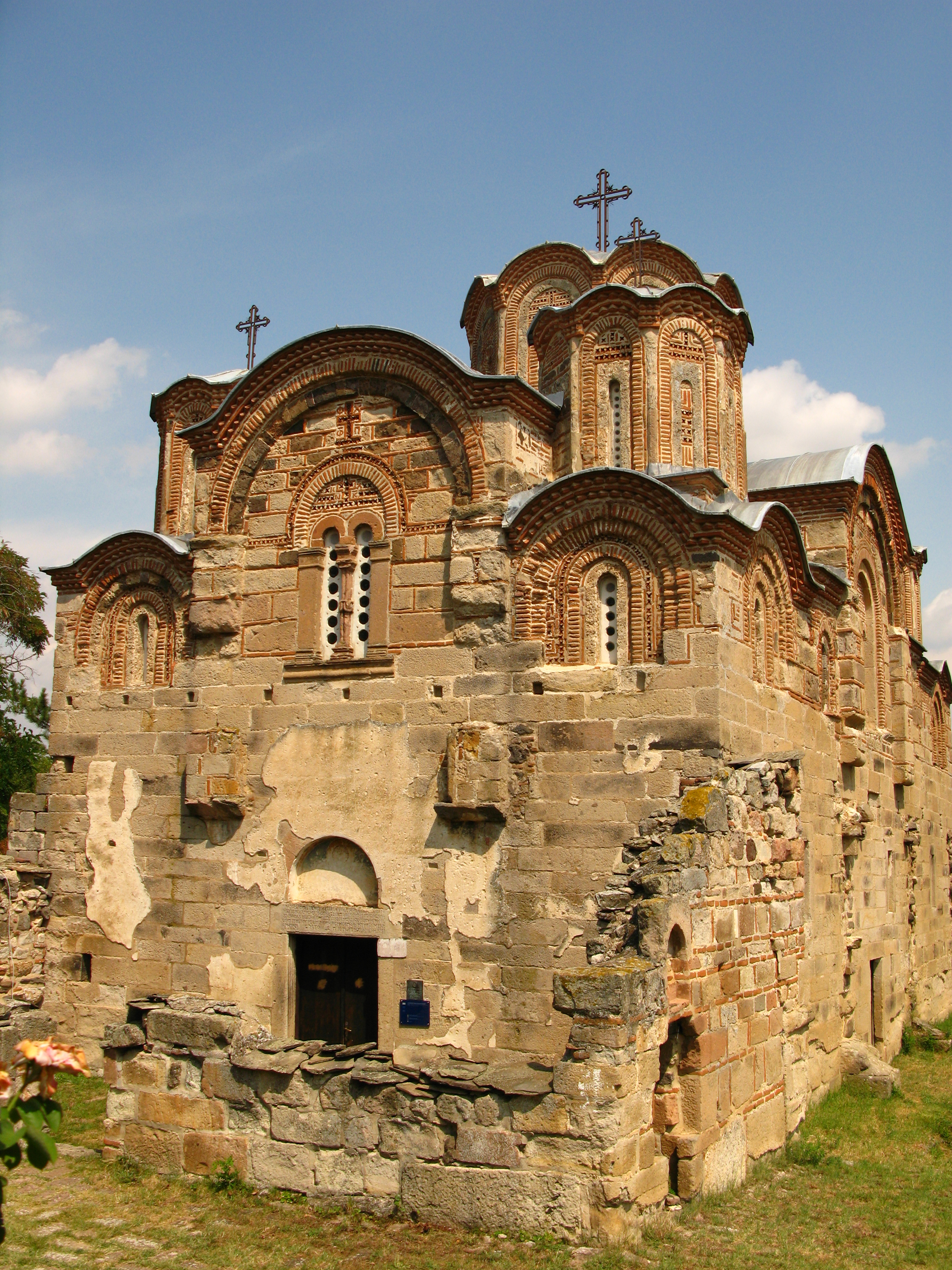
La chiesa di San Giorgio Staro Nagoričane, dove fu sepolto Michele Šišman

Le circostanze relative alla morte di Michele Šišman non sono del tutto chiare. Secondo l'imperatore e storico bizantino Giovanni Cantacuzeno, lo zar bulgaro fu ferito a morte durante la battaglia e spirò subito dopo, mentre un altro storico romeo suggerisce che visse altri tre giorni in uno stato catatonico, spegnendosi poi il quarto. Le cronache serbe affermano che il suo cavallo fu abbattuto durante la battaglia e che lui morì sotto il suo peso. Quando le sue spoglie furono portate al cospetto di Dečanski, questi se ne rattristò, pur ricordando bene «che la razza dei bulgari preferiva la guerra alla pace». Il prosatore e religioso bulgaro del XV secolo Grigorij Camblak ritiene che Michele venne catturato e assassinato dal figlio del re serbo, Stefano Dušan. Michele Šišman fu sepolto nella chiesa di San Giorgio a Staro Nagoričane, una località oggi compresa nei confini della Macedonia del Nord.

## Ascendenza
|                                 |   |                     | Genitori          |  |  | Nonni |  |  | Bisnonni |  |  | Trisnonni |  |
|                                 |   |                     |                   |  |  |       |  |  | …        |  |  | …         |  |
|                                 |   |                     |                   |  |  |       |  |  | …        |  |  | …         |  |
|                                 |   | …                   |                   |  |  |       |  |  | …        |  |  |           |  |
| …                               |   |                     |                   |  |  |       |  |  | …        |  |  |           |  |
|                                 |   | …                   | …                 |  |  |       |  |  |          |  |  |           |  |
|                                 |   | …                   | …                 |  |  |       |  |  |          |  |  |           |  |
|                                 |   | …                   | …                 |  |  |       |  |  |          |  |  |           |  |
| Šišman di Vidin                 |   | …                   |                   |  |  |       |  |  |          |  |  |           |  |
|                                 |   | …                   | …                 |  |  |       |  |  |          |  |  |           |  |
|                                 |   | …                   | …                 |  |  |       |  |  |          |  |  |           |  |
|                                 |   | …                   | …                 |  |  |       |  |  |          |  |  |           |  |
| …                               |   | …                   |                   |  |  |       |  |  |          |  |  |           |  |
|                                 |   | …                   | …                 |  |  |       |  |  |          |  |  |           |  |
|                                 |   | …                   | …                 |  |  |       |  |  |          |  |  |           |  |
|                                 |   | …                   | …                 |  |  |       |  |  |          |  |  |           |  |
| Michele Šišman                  |   | …                   |                   |  |  |       |  |  |          |  |  |           |  |
|                                 | … | …                   |                   |  |  |       |  |  |          |  |  |           |  |
|                                 | … | …                   |                   |  |  |       |  |  |          |  |  |           |  |
|                                 | … | …                   |                   |  |  |       |  |  |          |  |  |           |  |
| Pietro                          | … |                     |                   |  |  |       |  |  |          |  |  |           |  |
|                                 |   | …                   | …                 |  |  |       |  |  |          |  |  |           |  |
|                                 |   | …                   | …                 |  |  |       |  |  |          |  |  |           |  |
|                                 |   | …                   | …                 |  |  |       |  |  |          |  |  |           |  |
| una figlia di Anna Teodora Asen |   | …                   |                   |  |  |       |  |  |          |  |  |           |  |
|                                 |   | Ivan Asen II        | Ivan Asen I       |  |  |       |  |  |          |  |  |           |  |
|                                 |   | Ivan Asen II        | Ivan Asen I       |  |  |       |  |  |          |  |  |           |  |
|                                 |   | Ivan Asen II        | Elena di Bulgaria |  |  |       |  |  |          |  |  |           |  |
| Anna Teodora Asen               |   | Ivan Asen II        |                   |  |  |       |  |  |          |  |  |           |  |
|                                 |   | Irene Comneno Ducas | Teodoro I d'Epiro |  |  |       |  |  |          |  |  |           |  |
|                                 |   | Irene Comneno Ducas | Teodoro I d'Epiro |  |  |       |  |  |          |  |  |           |  |
|                                 |   | Irene Comneno Ducas | Maria Petralife   |  |  |       |  |  |          |  |  |           |  |
|                                 |   | Irene Comneno Ducas |                   |  |  |       |  |  |          |  |  |           |  |

## Discendenza
Michele Šišman si sposò per la prima volta con Ana-Neda, figlia di Stefano Uroš II Milutin di Serbia. Da questo matrimonio la coppia ebbe quattro figli:
- Ivan Stefano: succedette al padre come imperatore di Bulgaria.[45][50] Ricevette il titolo di zar quando suo padre era ancora in vita;[49]
- Michele: governò per un breve periodo come despota di Vidin;[49]
- Šišman: pretendente al trono di Bulgaria in opposizione a Ivan Alessandro;
- Ludovico: citato in un documento del Regno di Napoli, non risulta che gli fosse stato assegnato alcun titolo.[49]

Dal suo secondo matrimonio con Teodora Paleologa, figlia di Michele IX Paleologo e vedova di Teodoro Svetoslav, Michele Šišman ebbe più figli, ma non risultano noti né i nomi né il destino di essi.

## Rilevanza storica
Lo zar Michele Šišman viene considerato dalla storiografia un monarca vanitoso, aggressivo e opportunista, la cui non lineare politica estera culminò nell'infruttuosa battaglia che gli costò la vita. Sicuramente si dimostrò una figura energica e molto attiva. La sua grande capacità d'azione permise alla Bulgaria di arrestare la fase di declino che aveva preceduto la sua ascesa al trono; inoltre, riuscì a mantenere la pace e la sicurezza del suo Stato durante il suo regno. Gli storici Andreev e Lalkov lo hanno considerato il principale monarca bulgaro del XIV secolo. Secondo Cantacuzeno, Michele voleva espandere la sua terra da «Bisanzio all'Istro», cioè da Costantinopoli al Danubio; si trattò dell'ultimo sovrano bulgaro medievale a tentare di conquistare la capitale romea. Non va infine trascurata la sua continua volontà di espandere l'influenza bulgara in Macedonia, in quanto egli fu il primo che perseguì una simile politica per decenni. Il dritto di due lev bulgari emesso nel 1999 e nel 2005 riporta il sigillo di Michele Šišman.

### Esplicative
1. ↑  Il ricorso al nome Michele Šišman è tecnicamente impreciso, in quanto presuppone l'impiego del nome Michele e del patronimico Šišman, cioè 'Michele (figlio di) Šišman'. Le fonti bulgare e bizantine coeve affermano che questo zar regnò sotto il nome di Michele Asen. Gli storici adottano altresì la designazione Michele III Šišman o Michele III Šišman Asen.
2. ↑  Traianopoli era una città vicina all'odierna Feres e situata a due chilometri di distanza dal fiume Marica, nella Tracia occidentale: Kolektjv (1980), p. 230.

### Bibliografiche
1. 1 2 3 4  Fine (1994), p. 268.
2. ↑  Andreev e Lalkov (1996), p. 255.
3. 1 2  Každan (1991), p. 1365.
4. ↑   Alberto Alberti, Ivan Aleksandar (1331-1371), Firenze University Press, 2010,  p. 41, ISBN 978-88-64-53182-3.
5. ↑  Biliarsky (2011), p. 284.
6. 1 2  Bakalov e Kumanov (2003).
7. 1 2 3 4 5 6 7 8  Fine (1994), p. 269.
8. ↑  Fine (1994), pp. 268-269.
9. ↑  Božilov e Gjuzelev (1999), p. 562.
10. 1 2 3 4 5  Andreev e Lalkov (1996), p. 256.
11. ↑  Kyriakidis (2011), p. 102.
12. ↑  Kolektjv (1980), p. 224.
13. ↑  Kolektjv (1980), p. 227.
14. ↑  Božilov e Gjuzelev (1999), p. 563.
15. ↑  Andreev e Lalkov (1996), pp. 256-257.
16. 1 2 3 4  Andreev e Lalkov (1996), p. 257.
17. ↑  Kolektjv (1980), p. 228.
18. 1 2  Ostrogorskij (2014), p. 454.
19. 1 2 3 4 5 6  Fine (1994), p. 270.
20. 1 2 3 4  Andreev e Lalkov (1996), p. 258.
21. 1 2  Božilov e Gjuzelev (1999), p. 566.
22. ↑  Božilov e Gjuzelev (1999), p. 564.
23. ↑  Ostrogorskij (2014), pp. 454-455.
24. ↑  Bartusis (1997), p. 90.
25. 1 2  Božilov e Gjuzelev (1999), p. 565.
26. 1 2  Andreev e Lalkov (1996), p. 259.
27. 1 2  Ostrogorskij (2014), p. 455.
28. 1 2  Andreev e Lalkov (1996), pp. 259-260.
29. ↑  Jireček (1977), p. 419.
30. 1 2  Andreev e Lalkov (1996), p. 260.
31. 1 2  Bartusis (1997), p. 91.
32. 1 2  Andreev e Lalkov (1996), p. 261.
33. 1 2 3 4  Ostrogorskij (2014), p. 457.
34. 1 2 3 4 5 6  Fine (1994), p. 271.
35. ↑  Božilov e Gjuzelev (1999), pp. 567-568.
36. ↑  Andreev e Lalkov (1996), p. 250.
37. ↑  Gregory (2005), p. 355.
38. 1 2 3  Andreev e Lalkov (1996), p. 262.
39. ↑  Božilov e Gjuzelev (1999), p. 571.
40. ↑  Fine (1994), pp. 271-272.
41. 1 2 3  Kolektjv (1980), p. 265.
42. 1 2 3 4 5 6  Fine (1994), p. 272.
43. ↑  Bartusis (1997), p. 92.
44. ↑  Fine (1994), pp. 272-273.
45. 1 2  Ostrogorskij (2014), pp. 457-458.
46. ↑  Andreev e Lalkov (1996), pp. 263-264.
47. 1 2 3 4 5 6  Andreev e Lalkov (1996), p. 264.
48. ↑  Božilov e Gjuzelev (1999), p. 573.
49. 1 2 3 4 5  Biliarsky (2011), p. 283.
50. ↑  Biliarsky (2011), p. 220.
51. ↑  Božilov e Gjuzelev (1999), p. 569.
52. ↑  (EN) 1 Grosh - Michael III Shishman, su en.numista.com. URL consultato il 2 febbraio 2022.